# Hicham Mezair
Hicham Mezair (Tlemcen, 16 ottobre 1976) è un ex calciatore algerino, di ruolo portiere.